# Deadly Creatures
 (décembre 2018).
Si vous disposez d'ouvrages ou d'articles de référence ou si vous connaissez des sites web de qualité traitant du thème abordé ici, merci de compléter l'article en donnant les références utiles à sa vérifiabilité et en les liant à la section « Notes et références ».
Deadly Creatures est un jeu vidéo d'action de type beat them all édité par THQ et développé par Rainbow Studios. Il est disponible depuis le 13 février 2009, en exclusivité sur Nintendo Wii.

## Scénario
Une station service en plein désert de Sonora explose pour une raison inconnue. Quand la police arrive, elle découvre des cadavres déterrés par l'explosion. Alors que la police emmène le pompiste blessé responsable des lieux, ce dernier peste contre des insectes et est déclaré fou.
Un flash-back de deux jours a alors lieu, et c'est dans la peau de deux arachnides différents que le joueur va apprendre ce qu'il s'est réellement passé dans la station-service.
Tout commence lorsqu'un scorpion, ayant quitté son repaire pour trouver à manger, entre dans le repaire d'une araignée. Un combat s'ensuit mais est interrompu par deux hommes, dont le pompiste, à la recherche d'un trésor enfoui par un hors-la-loi au siècle dernier. Lorsqu’un combat est commencé, il doit être terminé et les deux créatures vont alors explorer le désert, affronter de nombreuses de créatures aussi mortelles que dangereuses, pour se retrouver et terminer le combat en suivant parallèlement les recherches des deux hommes.

## Système de jeu
Le jeu est un beat them all mais ne possède pas grand-chose en commun avec des jeux comme Ninja Gaiden II ou MadWorld. Le joueur enchaîne combos sur combos, combos se débloquant automatiquement durant l'histoire. Le jeu, divisé en 10 chapitres, auquel on passe successivement d'un personnage à l'autre puis de nouveau au premier au chapitre suivant, se présente en des niveaux souvent en couloir qu'il faut suivre en ligne droite, mais aussi en de vaste zones, presque labyrinthique, auquel le joueur doit trouver le moyen de sortir, ce qui en fait que le jeu est aussi un jeu de réflexion et d'exploration qui tient compte de l’échelle des créatures (par exemple, un simple terrain vague pour un humain devient un désert ou une montagne pour un insecte)

### Scorpion
Les phases avec le Scorpion sont simples : il faut avancer tout en tuant les ennemis sur son passage en enchainant des combos, avec ses pinces et sa queue, semblables à des prises de catch utilisant la Wiimote et le Nunchuk. Si l'ennemi est assommé mais pas mort après des attaques, le joueur peut effectuer un finish move appelé aussi QTE sanglant (à la manière des Mortal Kombat). Le scorpion peut sprinter sur une courte distance pour esquiver les attaque des ennemis, charger, s'enterrer pour surprendre l’ennemie par-dessous et peut se protéger des attaques de l'adversaire. Il peut utiliser son venin.

### Mygale
Les phases avec la Mygale, appelée à tort Tarentule dans la version française (il s'agit d'un faux-ami), sont semblables à celles d'un jeu vidéo du type Spider-Man : le joueur peut grimper aux parois et au plafond (alors que le scorpion ne peut marcher qu'aux parois), utiliser ses habiletés à sauter pour fondre sur ses proies en un clin d’œil avec diverse attaques, ou envoyer une toile d’araignée pour les immobiliser, ou alors encore, sucer le sang de ses ennemis lorsqu'il sont sur le dos pour leur infliger des dégâts en même temps que regagner de la vie. C'est un personnage très acrobatique, radicalement différent de l'autre. Elle peut utiliser son venin.

### Serpent (annulé)
À l'origine, c'est uniquement dans la peau d'un serpent que le joueur devait vivre l'aventure. Cependant, Rainbow Studios comptait faire un gameplay utilisant la détection de mouvement de la Wii, et le résultat sur le serpent était trop fatigant pour le joueur. L'idée était venue d'un des développeurs qui avait rêvé qu'il était un serpent qu'on dirigeait à la Wiimote.
Le serpent fut donc annulé en tant que personnage jouable, mais reste dans le jeu sous forme d'ennemi. C'est un crotale qu'on affronte en tant que Boss dans le premier et avant-dernier chapitre et qu'on combat en tant qu'araignée.

## Ennemis
De nombreux animaux ennemis parsèment le jeu : en dehors des autres espèces de scorpions et d'araignées (notamment des araignées loups), les deux créatures principales devront affronter des lézards, des cafards (appelé scarabée), des rats (appelé gerboise) normal et albinos dans le dernier chapitre, des guêpes pepsis, des coléoptères, un serpent (sous forme de boss, un serpents à sonnette appelé aussi crotales), des mantes religieuses, et également un homme (dans ce cas, il s'agira plus de survie).
Un ennemi peut être très facile à battre pour le scorpion mais dur à battre pour la mygale et inversement. Le jeu tient donc compte des différences entre animaux, et notamment compte de la chaîne alimentaire : l'homme sera l'ennemi le plus dur du jeu, et le serpent sera lui aussi un adversaire difficile. En revanche, un scarabée n'opposera que peu de résistance.

## Accueil
Malgré une durée de vie de quelques heures et un manque de scénario et d'histoire, le jeu a reçu 15/20 de la part de Jeuxvideo.com pour son environnement lugubre et obscur, des ennemis diversifiés, un gameplay qui change selon la créature incarnée, et une ambiance à glacer le sang[réf. nécessaire].